# Chemnitzer Fußballclub 2017-2018
Questa voce raccoglie le informazioni riguardanti il Chemnitzer Fußballclub nelle competizioni ufficiali della stagione 2017-2018.

## Stagione
Nella stagione 2017-2018 il Chemnitz, allenato da Horst Steffen e David Bergner, concluse il campionato di 3. Liga al 19º posto e fu retrocesso in Regionalliga. In Coppa di Germania il Chemnitz fu eliminato al primo turno dal Bayern Monaco.

## Rosa
| N. |                     | Ruolo | Calciatore         |
| -- | ------------------- | ----- | ------------------ |
| 2  | Germania (bandiera) | D     | Jamil Dem          |
| 3  | Germania (bandiera) | D     | Emmanuel Mbende    |
| 5  | Germania (bandiera) | D     | Marc Endres        |
| 6  | Germania (bandiera) | C     | Julius Reinhardt   |
| 7  | Germania (bandiera) | C     | Dennis Grote       |
| 8  | Germania (bandiera) | C     | Björn Kluft        |
| 9  | Germania (bandiera) | C     | Florian Trinks     |
| 10 | Turchia (bandiera)  | A     | Okan Aydın         |
| 11 | Germania (bandiera) | A     | Daniel Frahn       |
| 13 | Germania (bandiera) | D     | Fabio Leutenecker  |
| 14 | Germania (bandiera) | D     | Jan Koch           |
| 15 | Germania (bandiera) | D     | Paul-Luis Eckhardt |
| 16 | Germania (bandiera) | C     | Tim Campulka       |
| 17 | Germania (bandiera) | C     | Erik Tallig        |
| 18 | Germania (bandiera) | D     | Maurice Trapp      |

| N. |                      | Ruolo | Calciatore            |
| -- | -------------------- | ----- | --------------------- |
| 19 | Germania (bandiera)  | C     | Alexander Dartsch     |
| 20 | Germania (bandiera)  | A     | Marvin Thiele         |
| 21 | Germania (bandiera)  | D     | Laurin von Piechowski |
| 22 | Germania (bandiera)  | P     | Kevin Kunz            |
| 23 | Finlandia (bandiera) | D     | Mikko Sumusalo        |
| 24 | Germania (bandiera)  | A     | Florian Hansch        |
| 25 | Germania (bandiera)  | D     | Marcus Młynikowski    |
| 26 | Germania (bandiera)  | C     | Janik Bachmann        |
| 27 | Ucraina (bandiera)   | A     | Myroslav Slavov       |
| 29 | Germania (bandiera)  | C     | Tom Baumgart          |
| 30 | Germania (bandiera)  | P     | Lucas Hiemann         |
| 31 | Germania (bandiera)  | C     | Tom Scheffel          |
| 32 | Germania (bandiera)  | P     | Kevin Tittel          |
| 33 | Germania (bandiera)  | D     | Marcus Hoffmann       |

## Organigramma societario
Area tecnica
- Allenatore: David Bergner
- Allenatore in seconda: Sreto Ristić
- Preparatore dei portieri: Holger Hiemann
- Preparatori atletici: Florian Braband, Sebastian Lange, Olaf Renn

## Calciomercato

### Sessione estiva
| Acquisti | Acquisti              | Acquisti        | Acquisti |
| R.       | Nome                  | da              | Modalità |
| -------- | --------------------- | --------------- | -------- |
| A        | Okan Aydın            | Rot-Weiß Erfurt |          |
| C        | Janik Bachmann        | Hannover 96 II  |          |
| C        | Alexander Dartsch     | Meuselwitz      |          |
| D        | Fabio Leutenecker     | Duisburg        |          |
| D        | Marcus Młynikowski    | Hertha Berlino  |          |
| A        | Myroslav Slavov       | Berliner AK 07  |          |
| A        | Marvin Thiele         | Chemnitz U19    |          |
| D        | Maurice Trapp         | Berliner AK 07  |          |
| C        | Florian Trinks        | Ferencváros     |          |
| D        | Laurin von Piechowski | Babelsberg      |          |

| Cessioni | Cessioni           | Cessioni         | Cessioni |
| R.       | Nome               | a                | Modalità |
| -------- | ------------------ | ---------------- | -------- |
| D        | Alexander Bittroff | Uerdingen 05     |          |
| D        | Stefano Cincotta   | Elversberg       |          |
| D        | Kevin Conrad       | Waldhof Mannheim |          |
| C        | Tim Danneberg      | Osnabrück        |          |
| A        | Anton Fink         | Karlsruhe        |          |
| C        | Björn Jopek        | Kickers Würzburg |          |
| P        | Pierre Kleinheider | Hessen Dreieich  |          |
| A        | Dennis Mast        | Kickers Würzburg |          |
| C        | Philip Türpitz     | Magdeburgo       |          |

### Sessione invernale
| Acquisti | Acquisti        | Acquisti    | Acquisti |
| R.       | Nome            | da          | Modalità |
| -------- | --------------- | ----------- | -------- |
| D        | Marcus Hoffmann | Sconosciuta |          |

| Cessioni | Cessioni          | Cessioni           | Cessioni |
| R.       | Nome              | a                  | Modalità |
| -------- | ----------------- | ------------------ | -------- |
| A        | Danny Breitfelder | Union Fürstenwalde |          |

## Risultati

### 3. Liga

#### Girone di andata
| Arbitro: | Kampka |

|          |           |  |
| Frahn 7’ | Marcatori |  |

| Arbitro: | Rohde |

|                                      |           |                      |
| Krauße 9’ Zolinski 45’ Strohdiek 75’ | Marcatori | 49’ Hansch 84’ Kluft |

| Arbitro: | Aarnink |

|                                     |           |                                        |
| von Piechowski 21’ Frahn 40’ (rig.) | Marcatori | 5’, 18’ Bär 13’ Welzmüller 45’ Wegkamp |

| Arbitro: | Jablonski |

|                   |           |           |
| Löhmannsröben 72’ | Marcatori | 80’ Frahn |

| Chemnitz 19 agosto 2017, ore 14:00 CEST 5ª giornata | Chemnitz | 0 – 0 referto | Osnabrück | community4you Arena (5 710 spett.)\| Arbitro: \| Ittrich \| |
| Arbitro:                                            | Ittrich  |               |           |                                                             |

| Arbitro: | Fritsch |

|                                                    |           |                 |
| Hain 20’, 65’ (rig.) Scheffel 33’ (aut.) Stahl 45’ | Marcatori | 35’, 61’ Slavov |

| Chemnitz 9 settembre 2017, ore 14:00 CEST 7ª giornata | Chemnitz | 0 – 0 referto | Karlsruhe | community4you Arena (7 013 spett.)\| Arbitro: \| Schult \| |
| Arbitro:                                              | Schult   |               |           |                                                            |

| Arbitro: | Bacher |

|                          |           |           |
| Müller 87’ Schäffler 90’ | Marcatori | 35’ Kluft |

| Arbitro: | Schütz |

|           |           |                                |
| Frahn 50’ | Marcatori | 28’ Dahmani 53’ Farrona-Pulido |

| Arbitro: | Winkmann |

|  |           |                               |
|  | Marcatori | 20’, 69’ Reinhardt 42’ Slavov |

| Arbitro: | Bläser |

|                   |           |            |
| Käuper 69’ (rig.) | Marcatori | 29’ Slavov |

| Arbitro: | Müller |

|                            |           |              |
| Frahn 26’, 51’, 53’ (rig.) | Marcatori | 34’ Langlitz |

| Arbitro: | Lossius |

|                                  |           |           |
| Sané 49’ Röttger 53’ Gehring 64’ | Marcatori | 74’ Frahn |

| Arbitro: | Günsch |

|            |           |  |
| Endres 87’ | Marcatori |  |

| Arbitro: | Kornblum |

|                     |           |                     |
| Girth 56’, 62’, 88’ | Marcatori | 1’ Kluft 65’ Slavov |

| Arbitro: | Stegemann |

|  |           |                                   |
|  | Marcatori | 51’, 84’ Skarlatidis 56’ Schuppan |

| Arbitro: | Bläser |

|              |           |  |
| Scherder 49’ | Marcatori |  |

| Arbitro: | Müller |

|                |           |                         |
| Frahn 28’, 78’ | Marcatori | 12’, 21’ Beck 39’ Düker |

| Arbitro: | Bokop |

|                                     |           |            |
| Hüsing 24’ Benyamina 39’ Evseev 69’ | Marcatori | 46’ Slavov |

#### Girone di ritorno
| Arbitro: | Lossius |

|                          |           |                      |
| Eisele 64’, 66’ Bahn 78’ | Marcatori | 18’ Slavov 59’ Trapp |

| Arbitro: | Fritsch |

|  |           |                            |
|  | Marcatori | 31’ Antwi-Adjei 56’ Srbeny |

| Arbitro: | Pfeifer |

|                                            |           |                         |
| Schnellbacher 13’ Morys 61’ Preißinger 65’ | Marcatori | 16’ Baumgart 51’ Slavov |

| Arbitro: | Schwermer |

|              |           |  |
| Baumgart 79’ | Marcatori |  |

| Arbitro: | Müller |

|                                                                                         |           |              |
| Álvarez 22’ (rig.) Heider 57’ Reimerink 62’ Danneberg 65’ Grote 69’ (aut.) Krasniqi 87’ | Marcatori | 79’ Baumgart |

| Arbitro: | Osmers |

|                         |           |            |
| Hansch 28’ Baumgart 50’ | Marcatori | 16’ Porath |

| Arbitro: | Alt |

|                            |           |  |
| Schleusener 59’ Gordon 70’ | Marcatori |  |

| Arbitro: | Rohde |

|              |           |                                                         |
| Baumgart 36’ | Marcatori | 74’ Andrich 76’ Breitkreuz 79’ Brandstetter 90’ Andrist |

| Arbitro: | Bokop |

|                             |           |  |
| Keita-Ruel 1’, 17’ Kurt 31’ | Marcatori |  |

| Arbitro: | Siebert |

|           |           |           |
| Frahn 48’ | Marcatori | 79’ Zenga |

| Arbitro: | Haslberger |

|                             |           |           |
| Grote 16’ (rig.) Slavov 24’ | Marcatori | 81’ Touré |

| Arbitro: | Kempkes |

|                                           |           |            |
| Heyer 7’ Młynikowski 17’ (aut.) Putze 90’ | Marcatori | 86’ Slavov |

| Arbitro: | Wollenweber |

|                        |           |                            |
| Sumusalo 37’ Grote 55’ | Marcatori | 14’, 54’ Binakaj 83’ Leist |

| Arbitro: | Waschitzki-Günther |

|  |           |                                                             |
|  | Marcatori | 7’ Hansch 12’ Slavov 16’ Młynikowski 76’ Bachmann 80’ Kluft |

| Arbitro: | Cortus |

|           |           |                         |
| Frahn 83’ | Marcatori | 18’ Kremer 88’ Tankulić |

| Würzburg 21 aprile 2018, ore 14:00 CEST 35ª giornata | Kickers Würzburg | 0 – 0 referto | Chemnitz | flyeralarm Arena (5 311 spett.)\| Arbitro: \| Thomsen \| |
| Arbitro:                                             | Thomsen          |               |          |                                                          |

| Arbitro: | Osmanagic |

|              |           |                  |
| Baumgart 53’ | Marcatori | 6’, 57’ Grimaldi |

| Arbitro: | Weickenmeier |

|                                     |           |           |
| Beck 10’ Laprévotte 17’ Türpitz 22’ | Marcatori | 36’ Frahn |

| Arbitro: | Bokop |

|            |           |           |
| Slavov 90’ | Marcatori | 4’ Breier |

### Coppa di Germania
| Arbitro: | Steinhaus-Webb |

|  |           |                                                       |
|  | Marcatori | 20’, 60’ Lewandowski 51’ Coman 79’ Ribéry 89’ Hummels |

## Statistiche

### Statistiche di squadra
| Competizione      | Punti | In casa | In casa | In casa | In casa | In casa | In casa | In trasferta | In trasferta | In trasferta | In trasferta | In trasferta | In trasferta | Totale | Totale | Totale | Totale | Totale | Totale | DR  |
| Competizione      | Punti | G       | V       | N       | P       | Gf      | Gs      | G            | V            | N            | P            | Gf           | Gs           | G      | V      | N      | P      | Gf     | Gs     | DR  |
| ----------------- | ----- | ------- | ------- | ------- | ------- | ------- | ------- | ------------ | ------------ | ------------ | ------------ | ------------ | ------------ | ------ | ------ | ------ | ------ | ------ | ------ | --- |
| 3. Liga           | 31    | 19      | 6       | 4       | 9       | 22      | 30      | 19           | 2            | 3            | 14           | 26           | 44           | 38     | 8      | 7      | 23     | 48     | 74     | -26 |
| Coppa di Germania | -     | 1       | 0       | 0       | 1       | 0       | 5       | 0            | 0            | 0            | 0            | 0            | 0            | 1      | 0      | 0      | 1      | 0      | 5      | -5  |
| Totale            | 31    | 20      | 6       | 4       | 10      | 22      | 35      | 19           | 2            | 3            | 14           | 26           | 44           | 39     | 8      | 7      | 24     | 48     | 79     | -31 |

### Andamento in campionato
| Giornata  | 1  | 2  | 3  | 4  | 5  | 6  | 7  | 8  | 9  | 10 | 11 | 12 | 13 | 14 | 15 | 16 | 17 | 18 | 19 | 20 | 21 | 22 | 23 | 24 | 25 | 26 | 27 | 28 | 29 | 30 | 31 | 32 | 33 | 34 | 35 | 36 | 37 | 38 |
| --------- | -- | -- | -- | -- | -- | -- | -- | -- | -- | -- | -- | -- | -- | -- | -- | -- | -- | -- | -- | -- | -- | -- | -- | -- | -- | -- | -- | -- | -- | -- | -- | -- | -- | -- | -- | -- | -- | -- |
| Luogo     | C  | T  | C  | T  | C  | T  | C  | T  | C  | T  | T  | C  | T  | C  | T  | C  | T  | C  | T  | T  | C  | T  | C  | T  | C  | T  | C  | T  | C  | C  | T  | C  | T  | C  | T  | C  | T  | C  |
| Risultato | V  | P  | P  | N  | N  | P  | N  | P  | P  | V  | N  | V  | P  | V  | P  | P  | P  | P  | P  | P  | P  | P  | V  | P  | V  | P  | P  | P  | N  | V  | P  | P  | V  | P  | N  | P  | P  | N  |
| Posizione | 19 | 19 | 19 | 19 | 19 | 19 | 19 | 20 | 20 | 19 | 19 | 19 | 19 | 19 | 19 | 19 | 19 | 19 | 19 | 19 | 19 | 19 | 19 | 19 | 19 | 19 | 19 | 19 | 19 | 19 | 19 | 19 | 19 | 19 | 19 | 19 | 19 | 19 |

Legenda:

Luogo: C = Casa; T = Trasferta. Risultato: V = Vittoria; N = Pareggio; P = Sconfitta.

### Statistiche dei giocatori
| Giocatore         | 3. Liga  | 3. Liga | 3. Liga     | 3. Liga    | Coppa di Germania | Coppa di Germania | Coppa di Germania | Coppa di Germania | Totale   | Totale | Totale      | Totale     |
| Giocatore         | Presenze | Reti    | Ammonizioni | Espulsioni | Presenze          | Reti              | Ammonizioni       | Espulsioni        | Presenze | Reti   | Ammonizioni | Espulsioni |
| ----------------- | -------- | ------- | ----------- | ---------- | ----------------- | ----------------- | ----------------- | ----------------- | -------- | ------ | ----------- | ---------- |
| O. Aydin          | 19       | 0       | 3           | 0          | 1                 | 0                 | 0                 | 0                 | 20       | 0      | 3           | 0          |
| J. Bachmann       | 15       | 1       | 2           | 0          | 0                 | 0                 | 0                 | 0                 | 15       | 1      | 2           | 0          |
| T. Baumgart       | 27       | 6       | 6           | 0          | 0                 | 0                 | 0                 | 0                 | 27       | 6      | 6           | 0          |
| D. Breitfelder    | 9        | 0       | 0           | 0          | 0                 | 0                 | 0                 | 0                 | 9        | 0      | 0           | 0          |
| T. Campulka       | 2        | 0       | 1           | 0          | 0                 | 0                 | 0                 | 0                 | 2        | 0      | 1           | 0          |
| A. Dartsch        | 10       | 0       | 2           | 1          | 0                 | 0                 | 0                 | 0                 | 10       | 0      | 2           | 1          |
| J. Dem            | 0        | 0       | 0           | 0          | 0                 | 0                 | 0                 | 0                 | 0        | 0      | 0           | 0          |
| P. Eckhardt       | 1        | 0       | 0           | 0          | 0                 | 0                 | 0                 | 0                 | 1        | 0      | 0           | 0          |
| M. Endres         | 27       | 1       | 5           | 0          | 1                 | 0                 | 1                 | 0                 | 28       | 1      | 6           | 0          |
| D. Frahn          | 32       | 13      | 6           | 1          | 1                 | 0                 | 0                 | 0                 | 33       | 13     | 6           | 1          |
| D. Grote          | 33       | 2       | 10          | 0          | 1                 | 0                 | 0                 | 0                 | 34       | 2      | 10          | 0          |
| F. Hansch         | 38       | 3       | 4           | 0          | 1                 | 0                 | 0                 | 0                 | 39       | 3      | 4           | 0          |
| L. Hiemann        | 0        | 0       | 0           | 0          | 0                 | 0                 | 0                 | 0                 | 0        | 0      | 0           | 0          |
| M. Hoffmann       | 3        | 0       | 0           | 0          | 0                 | 0                 | 0                 | 0                 | 3        | 0      | 0           | 0          |
| B. Kluft          | 29       | 4       | 2           | 0          | 0                 | 0                 | 0                 | 0                 | 29       | 4      | 2           | 0          |
| J. Koch           | 10       | 0       | 3           | 0          | 1                 | 0                 | 0                 | 0                 | 11       | 0      | 3           | 0          |
| K. Kunz           | 27       | 0       | 0           | 0          | 1                 | 0                 | 0                 | 0                 | 28       | 0      | 0           | 0          |
| F. Leutenecker    | 26       | 0       | 8           | 0          | 1                 | 0                 | 0                 | 0                 | 27       | 0      | 8           | 0          |
| E. Mbende         | 9        | 0       | 3           | 0          | 0                 | 0                 | 0                 | 0                 | 9        | 0      | 3           | 0          |
| M. Młynikowski    | 27       | 1       | 5           | 0          | 1                 | 0                 | 0                 | 0                 | 28       | 1      | 5           | 0          |
| J. Reinhardt      | 35       | 2       | 4           | 0          | 1                 | 0                 | 0                 | 0                 | 36       | 2      | 4           | 0          |
| T. Scheffel       | 18       | 0       | 0           | 0          | 1                 | 0                 | 0                 | 0                 | 19       | 0      | 0           | 0          |
| M. Slavov         | 33       | 12      | 4           | 0          | 1                 | 0                 | 0                 | 0                 | 34       | 12     | 4           | 0          |
| M. Sumusalo       | 16       | 1       | 0           | 1          | 0                 | 0                 | 0                 | 0                 | 16       | 1      | 0           | 1          |
| E. Tallig         | 3        | 0       | 0           | 0          | 0                 | 0                 | 0                 | 0                 | 3        | 0      | 0           | 0          |
| M. Thiele         | 2        | 0       | 0           | 0          | 0                 | 0                 | 0                 | 0                 | 2        | 0      | 0           | 0          |
| K. Tittel         | 12       | 0       | 0           | 0          | 0                 | 0                 | 0                 | 0                 | 12       | 0      | 0           | 0          |
| M. Trapp          | 25       | 1       | 2           | 0          | 1                 | 0                 | 0                 | 0                 | 26       | 1      | 2           | 0          |
| F. Trinks         | 8        | 0       | 1           | 0          | 1                 | 0                 | 0                 | 0                 | 9        | 0      | 1           | 0          |
| L. von Piechowski | 24       | 1       | 4           | 1          | 0                 | 0                 | 0                 | 0                 | 24       | 1      | 4           | 1          |